# Norma IRAM 30700
La norma argentina IRAM 30700, Guía para la interpretación de la norma IRAM-ISO 9001:2001 en el Poder Legislativo, interpreta y ejemplifica las prescripciones de la norma ISO 9001 para las actividades que se desarrollan en cada una de las Cámaras del Congreso Nacional, en las Cámaras de las Legislaturas Provinciales y en los Concejos Deliberantes.
Su contenido incluye el texto completo de los requisitos de la ISO 9001 y los lineamientos correspondientes a cada apartado de la misma.
Fue elaborada por el Grupo de Trabajo Calidad en el Poder Legislativo y publicada por el IRAM el 10 de enero de 2007.
- Datos: Q6044944